# Hemithea pellucidula
Hemithea pellucidula là một loài bướm đêm trong họ Geometridae.